# Bay Head
Bay Head es un borough ubicado en el condado de Ocean en el estado estadounidense de Nueva Jersey. En el año 2010 tenía una población de 968 habitantes y una densidad poblacional de 537 personas por km².

## Geografía
Bay Head se encuentra ubicado en las coordenadas 40°4′7″N 74°2′49″O / 40.06861, -74.04694.

## Demografía
Según la Oficina del Censo en 2000 los ingresos medios por hogar en la localidad eran de $77,790 y los ingresos medios por familia eran $93,055. Los hombres tenían unos ingresos medios de $64,063 frente a los $38,672 para las mujeres. La renta per cápita para la localidad era de $49,639. Alrededor del 3% de la población estaba por debajo del umbral de pobreza.